# Bosbesmineermot
De bosbesmineermot (Stigmella myrtillella) is een vlinder uit de familie van de dwergmineermotten (Nepticulidae). De wetenschappelijke naam werd gepubliceerd in 1857 door Stainton.
De soort komt voor in Europa.